# Кудашевка (Криничанский район)
Куда́шевка (укр. Кудашівка) — посёлок,
Кудашевский сельский совет,
Криничанский район,
Днепропетровская область,
Украина.
Код КОАТУУ — 1222083501. Население по переписи 2001 года составляло 1117 человек.
Является административным центром Кудашевского сельского совета, в который, кроме того, входят сёла
Андреевка,
Благословенная,
Катериновка,
Ковалевка,
Новожитловка и
Поляна.

## Географическое положение
Посёлок Кудашевка примыкает к сёлам Ковалевка и Новожитловка.
По посёлку протекает пересыхающий ручей с запрудами.
Рядом проходят автомобильная дорога Т-0432 и
железная дорога, станция Кудашевка.

## История
- 1914 — дата основания.

## Экономика
- «Правда», ООО.
- Мульти-Аграр-Днепр.

## Объекты социальной сферы
- Школа.
- Дом культуры.
- Медпункт.

## Достопримечательности
- Братская могила советских воинов.